# Студиен музикант
Студийните или още сесийните музиканти са инструментални или вокални изпълнители, които са на разположение за работа с други музиканти за концертни изпълнения и студийни записи. Обикновено студийните музиканти не са постоянни членове на музикални групи или ансамбли и често не постигат собствена известност и слава като солисти или фронтмени. Понятието се използва не само за стилове като рок, джаз и блус, а също и за класическа музика. Едно от най-важните изисквания за студийните музиканти е гъвкавостта и многостранността за да могат да се включват в най-различни формати и състави. От тях се очаква бързо да научават своята част, а също така да имат умения като нотна грамотност и учене по слух. Студийните музиканти биват търсени, когато са нужни хора с музикални умения в краткосрочен план. Най-често те осигуряват беквокал или инструментал за други музиканти на концерт или в звукозаписно студио, за запис на рекламна, филмова или театрална музика.